# Ken Bardowicks

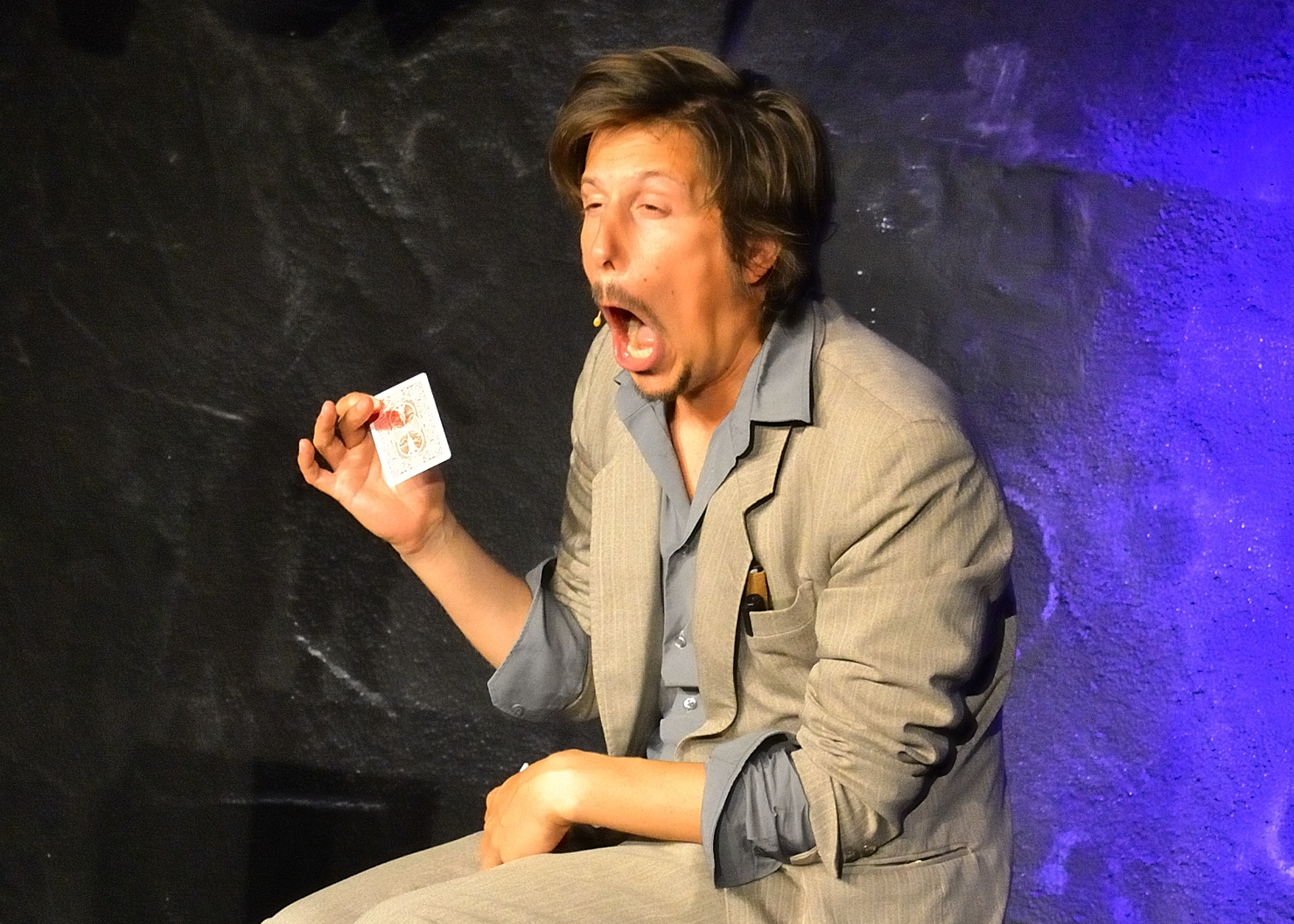
Ken Bardowicks im Jahr 2012

Ken Bardowicks (* 10. November 1978 in Wiesbaden) ist ein deutscher Zauberkünstler und Comedian.

## Leben
1996 wurde Ken Bardowicks nach einem 2. Platz bei der Vorentscheidung der Deutschen Meisterschaft in der Jugendsparte in den Magischen Zirkel aufgenommen. Zur Fort- und Weiterbildung besuchte er von 1998 bis 1999 die Desmond Jones School of Mime and Physical Theatre in London. Dies sollte sich im Jahre 2002 auszahlen, als er Deutscher Meister in der Sparte „Allgemeiner Magie mit Vortrag“ wurde. 2004 war er für den international renommierten Prix Pantheon nominiert. Im Jahr 2005 gewann er den Sonderpreis des Deutschen Kabarettpreises.
Bardowicks tourt gelegentlich auch gemeinsam mit den britischen Komikern Mark Britton und Steve Rawlings als „3 Gentlemen“ mit dem gleichnamigen Comedyprogramm durch Deutschland.
Er trat auch bei den Freitag Nacht News auf.

## Auszeichnungen
- Deutscher Meister Allgemeine Magie mit Vortrag 2002
- Zweiter Preis in der Sparte Salonmagie, FISM-Weltkongress 2003[1]
- Deutscher Kabarettpreis 2005 – Sonderpreis